# فلیت مارستون
فلیت مارستون (به انگلیسی: Fleet Marston) یک روستا و محله مدنی در بریتانیا است که در الزبری ول واقع شده‌است. فلیت مارستون ۴۷ نفر جمعیت دارد.